# Masautso Mwale
Masautso Mwale (* 2. Juli 1961 in Lusaka; † 23. Mai 2014 in Luanshya, Copperbelt) war ein sambischer Fußballspieler und -trainer.

## Leben

### Aktive Fußballkarriere
Mwale spielte während seine aktiven Spielerkarriere im Mittelfeld des Zambian-Premier-League-Vereins Profund Warriors Lusaka.

### Trainerkarriere
Nach seinem Karriereende begann er 2005 seine Trainerkarriere als Co-Trainer beim sambischen Erstligisten ZESCO United, bevor er im Herbst 2011 Interimstrainer von Zesco wurde und die Mannschaft zur Vizemeisterschaft 2011 führte. Nach seiner Entlassung im Winter 2011 ging er als Cheftrainer zum damaligen Tabellenfünfzehnten Konkola Mine Police und rettete diesen vor dem Abstieg in die zweitklassige Division One – North. In dieser Zeit wurde er zum Trainer des Monats Januar gewählt. Durch seine Rettung wurde der Vorstand des damaligen Tabellenzehnten Nkana FC, auf ihn aufmerksam, der dieses Team im Januar 2013 übernahm. Er führte Nkana, 2013 erstmals nach zwölf Jahren, wieder zu einer Meisterschaft. Im Herbst wurde er dann vom sambischen Fußballverband, zum Trainer des Jahres gewählt. Ab Juni 2013 assistierte er bis zu seinem Tod, Nationaltrainer Hervé Renard als Co-Trainer der sambischen Fußballnationalmannschaft (Chipolopolo Boys), übte jedoch neben seinen Assistenztrainertätigkeiten von Renard, weiter den Cheftrainerposten von Nkana aus. Im Februar 2014 war er einer von drei nominierten Trainern, für den Titel des Trainer des Jahres.

### Tod
Mwale verunglückte mit seinem Privatwagen, einem Toyota Harrier, auf dem Weg zum CAF-Confederation-Cup-Spiel seiner Mannschaft Nkana FC gegen den ivorischen Verein Sewe Sport. Er kam mit seinem Wagen auf dem Kitwe-Ndola Dual Carriageway in Mpatamatu im Maposa Distrikt, von der Straße ab und überschlug sich. Nach der Bergung wurde er ins Thompson Hospital in Luanshya gebracht, wo er seinen Verletzungen erlag.

## Erfolge
Trainer des Monats:
- Januar 2012, Februar 2013

Meister der MTN/FAZ Super Division (1):
- 2013

Trainer des Jahres (1):
- 2013